# Station Wingst
Station Wingst (Bahnhof Wingst) is een spoorwegstation in de Duitse plaats Höden, in de deelstaat Nedersaksen. Wingst, de plaats naar waar het station vernoemd is, ligt hemelsbreed 4 kilometer vanaf het station. Het station ligt aan de spoorlijn Lehrte - Cuxhaven. Het station telt twee perronsporen. Op het station stoppen alleen treinen van metronom.

## Treinverbindingen
De volgende treinserie doet station Wingst aan:
| Serie | Treinsoort               | Route                                                                              | Bijzonderheden |
| ----- | ------------------------ | ---------------------------------------------------------------------------------- | -------------- |
| RE 5  | Regional-Express (Start) | Hamburg Hbf – Hamburg-Harburg – Buxtehude – Stade – Wingst – Otterndorf – Cuxhaven |                |